# مصنع هياكل الطائرات (السعودية)
مشروع مصنع المواد المركبة لإنتاج هياكل الطائرات (بالإنجليزية: Composite Aerostructure Factory Project)‏ أحد المشاريع الكبرى التابعة لصندوق الاستثمارات العامة، الذي دشنه الأمير محمد بن سلمان بن عبد العزيز ولي العهد. يُعد المشروع خطوة متقدمة في مجال تنصيع منتجات الطيران داخل المملكة. يُعد المشروع الأكبر في منطقة الشرق الأوسط. ويسهم في تحقيق أحد مستهدفات رؤية السعودية 2030.

## أهداف المشروع
- توطين 50% من الصناعات العسكرية بحلول عام 2030 [4]
- تعزيز التنمية وتمكين الكوادر الوطنية.
- تقديم مجموعة ضخمة ومتكاملة من الخدمات، تشمل مركز أبحاث وتطوير للمنتجات.

## الفرص التسويقية
فرص سوق الطائرات بدون طيار في المملكة ومنطقة الشرق الأوسط.
ارتفاع الطلب في السوق محليًا واقليميًا وعالميًا.

## المكتسبات الوطنية
- نقل تقنية صناعة الطائرات العمودية للمكلة العربية السعودية
- تلبية الاحتياج المتنامي من الطائرات العمودية
- إيجاد فرص وظيفية ذات متطلبات مهنية عالية
- خفض تكلفة التشغيل والصيانة
- المساهمة في تدوير جزء من قيمة عقود المتشريات الخارجية في الاقتصاد الوطني

## المشاريع الفرعية
- صناعة مراوح لمحطات طاقة الرياح.[1]
- صناعة الأنابيب الخاصة للبتروكيماويات.
- صناعة أجزاء من السيارات والسفن.

## حقائق
- التشغيل الكامل للمصنع خلال الربع الأول من عام 2022.[5]
- 75 فرصة وظيفية متخصصة في قطاع التكنولوجيا والهندسة خلال الفترة بين (2021-2022).
- اكتمال المرحلة الأولى بنسبة 90% من مرافق المصنع في مطار الملك خالد الدولي بالرياض.